# Comté de Jefferson (Oregon)
Pour les articles homonymes, voir Jefferson et Comté de Jefferson.
Le comté de Jefferson (en anglais : Jefferson County) est un comté situé dans l'État de l'Oregon aux États-Unis. Il est nommé d'après le mont Jefferson (qui était nommé en l'honneur de Thomas Jefferson, l'ancien président des États-Unis). Le siège du comté est Madras. Selon le recensement de 2010, sa population est de 21 720 habitants.

## Histoire
Le comté a été créé le 12 décembre 1914 à partir d'une portion du comté de Crook. Sa prospérité agricole vient essentiellement de la construction en 1911 de la voie ferrée qui relie Madras au fleuve Columbia et de la mise en place de projets d'irrigation à la fin des années 1930.
Le chemin de fer a été achevé malgré des querelles constantes et des batailles entre deux lignes qui travaillaient sur les côtés opposés de la rivière Deschutes.
Madras est incorporée en 1911 et demeure le siège du comté depuis l’élection qui l'a désignée en 1916. Le premier siège temporaire en était Culver, désigné alors par une commission de trois hommes nommés par le gouverneur de l'époque.
Le développement rapide du comté de Deschutes adjacent pendant les années 1990 a concerné des fermiers du Comté de Jefferson qui pourraient remplacer leurs terres cultivées par des destinations touristiques comme des terrains de golf et autres.

## Géographie
Le comté a une superficie de 4 639 km2, dont 4 612 km2 sont de terre.

### Démographie
Lors du recensement de 2000, la population était de 19 009 habitants dont 6 727 ménages et 5 166 familles résidentes. La répartition ethnique était de 68.98 % d'Euro-Américains, 15.68 % d'Amérindiens et 11.32 % d'autres races.
Le revenu moyen par habitant était de 15 675 dollars/hab avec 14.6 % de la population vivant sous le seuil de pauvreté.

### Comtés adjacents
- Comté de Wheeler (est)
- Comté de Crook (sud)
- Comté de Deschutes (sud)
- Comté de Linn (ouest)
- Comté de Marion (nord-ouest)
- Comté de Wasco (nord)

### Communautés

#### Ville incorporées
- Culver
- Madras
- Metolius

#### Zones non-incorporées et Census Designated Place
- Ashwood
- Camp Sherman
- Crooked River Ranch
- Gateway
- Geneva
- Grandview
- Grizzly
- Horse Heaven
- Kilts
- Opal City
- Warm Spings
- Willowdale

## Économie
L'agriculture est la source prédominante de revenu dans le comté, avec le légumes, les herbages, les fleurs, l'ail, la menthe et les betteraves à sucre cultivées sur environ 60 000 acres (240 km2) de terres irriguées. le Comté a aussi des vastes pâturages et une base industrielle liée aux productions forestières. La « Warm Springs Forest Products Industry », un complexe portant sur plusieurs millions de dollars appartenant aux Tribus Confederée de Warm Spings - partiellement situé dans le coin du Nord-Ouest du comté - est la plus grande industrie locale.
Avec 300 jours de soleil et une pluviométrie annuelle basse, la pêche, la chasse, le camping, le canotage, le ski nautique sont des activités touristiques majeures.
Le Forest Service est le principal propriétaire foncier du comté avec 24 % des terres, devant la réserve de Warm Springs qui en possède 21 %.